# خريطة توزيعية

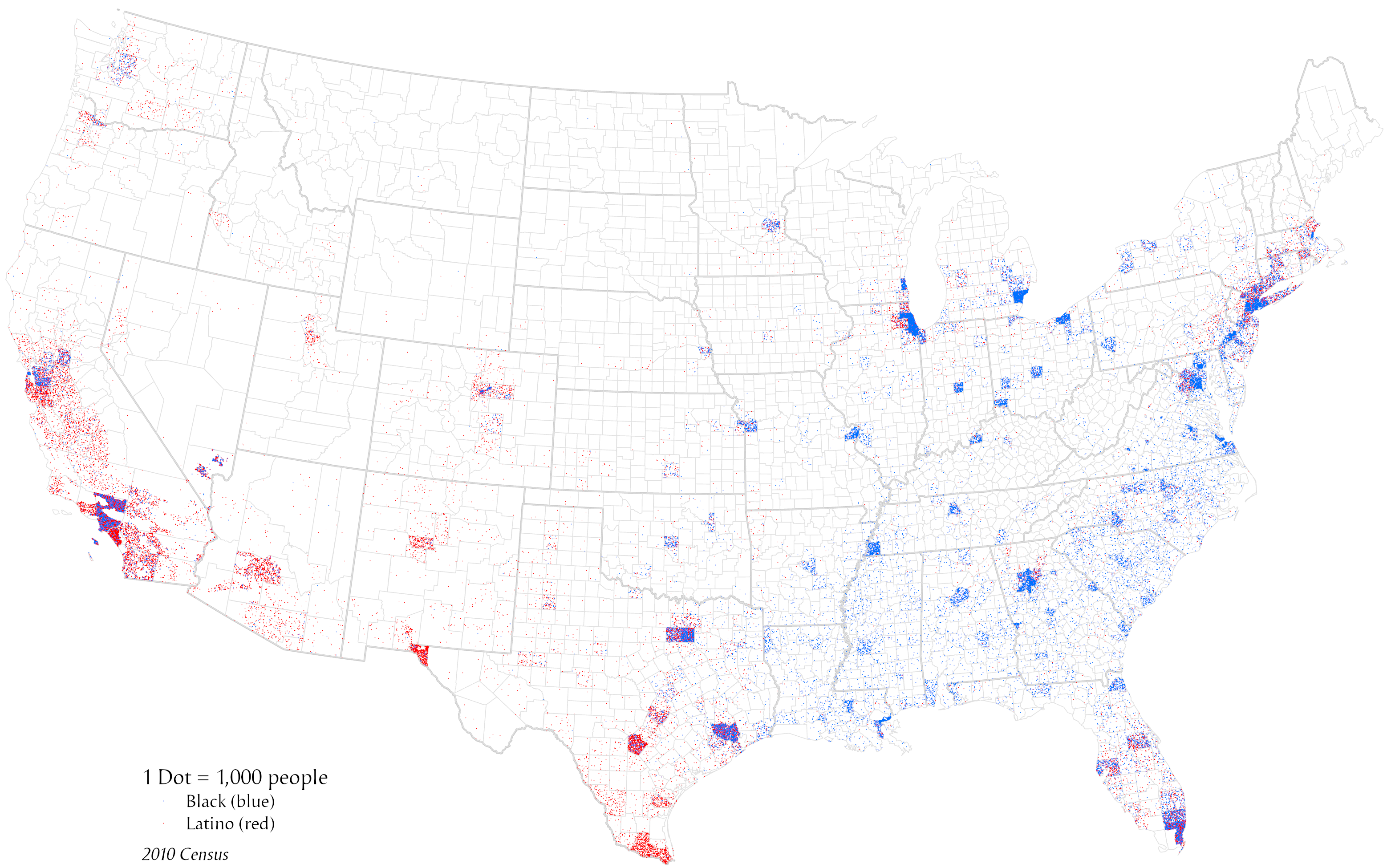
خريطة توضح التركيزات النسبية للسكان السود والإسبان في الولايات المتحدة في عام 2010.

الخريطة التوزيعية والمفهوم الأكثر استخداماً خرائط التوزيعات هي مجموعة من الخرائط التي توضح بيانات ذات خلفية مكانية (جغرافية) هذه البيانات قد تكون لظاهرة رقمية أو نوعية أو كمية ونمثلها برموز أو الوان. كما أن البيانات الممثلة بهذا الشكل تستخدم استخدام موضوعي وتتنوع بإختلاف موضوع الخريطة من خريطة إلي أخري علي حسب الموضوع وأدوات التمثيل.

## اهتماماتها
خرائط التوزيعات تهتم بتوضيح النمط المكاني لظاهرات اجتماعية أو طبيعية أو ظاهرات اقتصادية مثل كثافة السكان أو أمد الحياة معني المتوقع لظاهرة ما والموارد الطبيعية والمساحات الخضراء وانواع التربة...الخ.

## تاريخ خرائط التوزيعات
الإرهاصات الأولى لخرائط التوزيعات بدأت في عام 1607م حيث ظهرت هذه الخرائط علي يد (هونديوس)(Hundious)حيث رسم خريطة توضح توزيع البيانات المختلفة. وفي عام 1668م قام (أدموندهالي) بإنشاء خرائط الملاحة البحرية التي تميزت بتوضيح مناطق هبوب الرياح التجارية، ثم في عام 1701م أنشأ (أدموندهالي) خريطة الإنحرافات المغناطيسية لكثير من أجزاء المحيط الأطلنطي، وهي أول خريطة تستخدم خطوط التساوي (لتجمع بين المناطق المتساوية في الإنحراف المغناطيسي).

## خرائط القرن 19
وبعد انتشار نمط هذه الخرائط بصورة واسعة في القرنين 17 و 18 الميلادي، وجد العلماء ان لهذه الخرائط فائدة كبيرة فبدأوا برسم الخرائط الجيولوجية والتضاريسية ذات التفاصيل الكبيرة والدقيقة ففي عام 1817م رسمت خريطة درجات الحرارة لشمال العالم بخطوط التساوي، وفي منتصف القرن التاسع عشر رسمت خرائط توزع المدن بالدوائر النسبية وكثافة السكان بالتظليل النسبي وخريطة توزيع الأمراض بالنقطة.

## أنواع خرائط التوزيعات
- خرائط التوزيعات النوعية (غير الكمية):

هي خرائط تهتم بتوضيح نوع وموقع الظاهرة، إذن فهي لا تعتمد علي الجداول والبيانات الإحصائية الكمية وإنما تعتمد علي الاسم الخاص بكل ظاهرة. مثل:- خرائط توزيع المعادن والمحاصيل الزراعية والمدن والديانات وخرائط استخدام الأرض وغيرها، الغرض الرئيسي من الخرائط النوعية هو توضيح الخصائص المكانية للظاهرات.
- خرائط التوزيعات الكمية:

هي خرائط تهتم بتمثيل الظاهرات تمثيلا كميا إذا فهي تعتمد علي الجداول والبيانات الإحصائية بالإضافة إلي أنها توضح نوع ومكان الظاهرة أيضا. مثل:- خرائط الهجرة وحجم السكان والكثافة والتركيب النوعي والعمري وغيرها، الخرائط الكمية توضح كم الظاهرة الموجودة في أماكن مختلفة بحيث توضح التباين في الظاهرة بالأشكال التي تمثلها.

## أنواع الرموز
الخريطة كلها عبارة عن تمثيل رمزي، والكارتوجرافي يقوم بتحويل الظاهرات إلي رموز يوضحها في المفتاح. وهناك مجموعة رموز متعارف عليها في الخريطة الطبوغرافية. وهناك الخرائط خاصة الغرض متباينة الرموز والمقاييس، والكارتوجرافي يختار المناسب من الرموز، ويمكن ان يبتكر رموز أخري جديدة. تعود أصول لغة الكارتوجرافيا إلي جهود الفرنسيين في نهاية الخمسينيات والستينيات من القرن العشرين أثناء محاولتهم توحيد رموز الخرائط الموضوعية.

## وصلات خارجية
- الخرائط
- شاهد خريطة العالم بالقمر الصناعي